# Temple Chausath Yogini
Le temple Chausath Yogini - (hi): चौसठ योगिनी मन्दिर - est un temple en ruine dédié à Devî, situé à Khajurâho dans l'état du Madhya Pradesh en Inde.  
Daté de 885, il est le plus ancien temple Chandela du site de Khajurâho. Contrairement aux temples Chausath Yogini situés en Inde, celui de Khajurâho est construit sur un plan rectangulaire.
L'édifice est le plus ancien temple Chandela du site de Khajurâho, il fait partie du groupe situé à l'Ouest du site du patrimoine mondial de l'UNESCO au titre de l'Ensemble monumental de Khajuraho.

## Histoire
Des ruines de temples Yogini ont également été trouvés dans d'autres endroits, dans et autour du territoire anciennement dirigé par les Chandelas ou leur feudataires, ce qui donne à penser que le culte Yoginis y était bien établi.
Quatorze autres temples Chausath Yogini ont été découverts en Inde: le temple de Khajurâho est le seul avec un plan rectangulaire, tous les autres ont un plan circulaire.
Le temple a été classé « Monument d'Importance nationale » par l'ASI.

## Description
Le temple est situé au Sud-Ouest de son groupe. Il mesure 31 m par 18 m et est composé d'une enceinte de gros blocs de granit avec une cour centrale. La cour était à l'origine entouré de 65 cellules sacrées (ou Chausath): 10 sur le devant (mur Nord), 11 sur le mur Sud et 22 de chaque côté. Seulement 35 de ces cellules subsistent aujourd'hui. 
Chaque cellule a une petite porte et une tourelle curviligne ou ce qu'il en reste. À l'exception d'une seule grande cellule, chaque cellule mesure environ 1 m de haut et 1 m de profondeur. 
La grande cellule est située au centre de la paroi arrière et fait face à l'entrée au Nord. C'était probablement une cellule dédiée à Dourga. Les 64 autres cellules abritaient des statues de Yoginis.
Les ruines du temple n'offrent plus de sculpture. Toutefois, trois grandes statues de déesses, trouvé parmi les ruines, sont désormais au Musée archéologique de Khajurâho. Ces statues sont parmi les plus anciennes sculptures du site.